# Money (romanzo Ed McBain)
Money è un romanzo police procedural del 2001 che fa parte della serie di romanzi dell'87º distretto scritta da Ed McBain. In Italia la prima edizione del romanzo è uscita con il numero 2855 della collana Il Giallo Mondadori.

## Trama
La vicenda principale è imperniata su traffici di soldi falsi provenienti dal Medio Oriente che servono, tramite il traffico di droga, a finanziare gruppi di terroristi negli Stati Uniti. Vi è coinvolta anche una associazione paragovernativa (segreta e parallela alla CIA) che contrasta i malviventi. La quale ha come copertura quella di essere una casa editrice (che in qualche modo ricorda la copertura del film  I tre giorni del condor.
Uscito appena poco prima dell'11 settembre pone alcune domande e tenta qualche risposta (forse ambigua), sulle questioni: chi finanzia i terroristi? Chi protegge gli americani da questi atti? Chi sono realmente i terroristi?

## Edizioni
- Ed McBain, Money, traduzione di Nicoletta Lamberti, collana Il Giallo Mondadori, Mondadori, 2004,  p. 262, ISBN 88-04-51184-2.